# Massérac

Localització de Massérac

Massérac (en bretó Merzhereg) és un municipi francès, situat a la regió de país del Loira, al departament de Loira Atlàntic, que històricament va formar part de la Bretanya. L'any 2006 tenia 573 habitants. Limita amb Avessac i Guémené-Penfao a Loira Atlàntic, i La Chapelle-de-Brain a Ille i Vilaine.

## Demografia
| 1962                                       | 1968 | 1975 | 1982 | 1990 | 1999 |
| ------------------------------------------ | ---- | ---- | ---- | ---- | ---- |
| 539                                        | 571  | 509  | 507  | 510  | 449  |
| Des de 1962: població sense dobles comptes |      |      |      |      |      |

## Administració
| Període | Identitat       | Partit |
| ------- | --------------- | ------ |
| 2001-   | Fabrice Sanchez | CNPT   |